# Molotra molotra
Molotra molotra is een spinnensoort in de familie van de dwergcelspinnen (Oonopidae). De spin behoort tot het geslacht Molotra. De wetenschappelijke naam van de soort werd voor het eerst geldig gepubliceerd in 2011 door Ubick & Griswold.
De soort is endemisch in Madagaskar. De soort komt voor in de regio Analamanga en leeft op een hoogte van rond de 1300 meter.
Mannetjes hebben een gemiddelde lengte van 2,05 millimeter en vrouwtjes hebben een gemiddelde lengte van 2,20 millimeter.